# Grad Čakovec
Grad Čakovec är en stad i Kroatien.   Den ligger i länet Međimurje, i den nordöstra delen av landet, 70 km nordost om huvudstaden Zagreb.